# Salvelinus fimbriatus
Salvelinus fimbriatus är en fiskart som beskrevs av Regan, 1908. Salvelinus fimbriatus ingår i släktet Salvelinus och familjen laxfiskar. Inga underarter finns listade i Catalogue of Life.
Denna fisk förekommer endemisk i sjön Lough Coomasaharn i grevskapet Kerry i västra Irland. Äggens befruktning sker i november och december.
Beståndet hotas av övergödning och av introducerade fiender eller konkurrenter som sarv (Scardinius erythrophthalmus), mört, gädda, abborre, braxen eller sutare. IUCN kategoriserar arten globalt som sårbar.